# Batalla de reines
Batalla de reynas (Batalla de reines, en català normatiu) és un drama històric en tres actes i en vers, original de Frederic Soler, i estrenat al teatre Romea de Barcelona la nit del 25 de gener de 1887.
L'acció té lloc en morir el rei Pere el Cerimoniós i continua durant el regnat del rei Joan I. L'argument tracta de l'oposició entre Sibil·la de Fortià i Violant de Bar. Segurament inspirant-se en el model que li oferia Maria Stuart, de Friedrich Schiller, l'autor hi contraposa l'orgull i l'ambició de la primera a l'amor maternal de la segona, el fill de la qual ha estat segrestat per Sibil·la. Però potser la teatralitat soleriana tendeix a desbordar-se en l'efectisme melodramàtic.
El dia 22 de març del mateix any i en el mateix teatre Romea, es va estrenar una paròdia d'aquesta obra, original de Joan Molas i Casas, amb el títol de Batalla de pescateres. Melcior de Palau en va fer una traducció al castellà, publicada el 1889, que no s'arribà a estrenar. En canvi, una versió castellana de Joaquim Ciervo, en prosa, s'estrenà el 1923 a Madrid.
L'any 1984 l'obra, en una versió lliure d'Emili Teixidor i Miquel Martí i Pol, fou representada pel Centre Dramàtic de la Generalitat de Catalunya al Teatre Romea, dirigida per Antoni Chic, amb música de Ramon Muntaner i escenografia de Ramon B. Ivars. Entre les actrius i actors, Maife Gil, Marta Angelat, Pau Garsaball, Joan Miralles o Alfred Lucchetti.

## Repartiment de l'estrena
- Exemplar publicat per la col·lecció La Novel·la Teatral Catalana l'any 1919 La Reina Sibil·la: Mercè Abella
- La Reina Violant: Carme Parreño
- El Rei Joan I: Hermenegild Goula
- Berenguer d'Abella: Joan Isern
- Bartomeu de Limés: Jaume Virgili
- Huc: Teodor Bonaplata
- Cabestany: Joaquim Pinós
- El bisbe Herèdia: Ramon Valls
- Un patge: Ernest Fernández

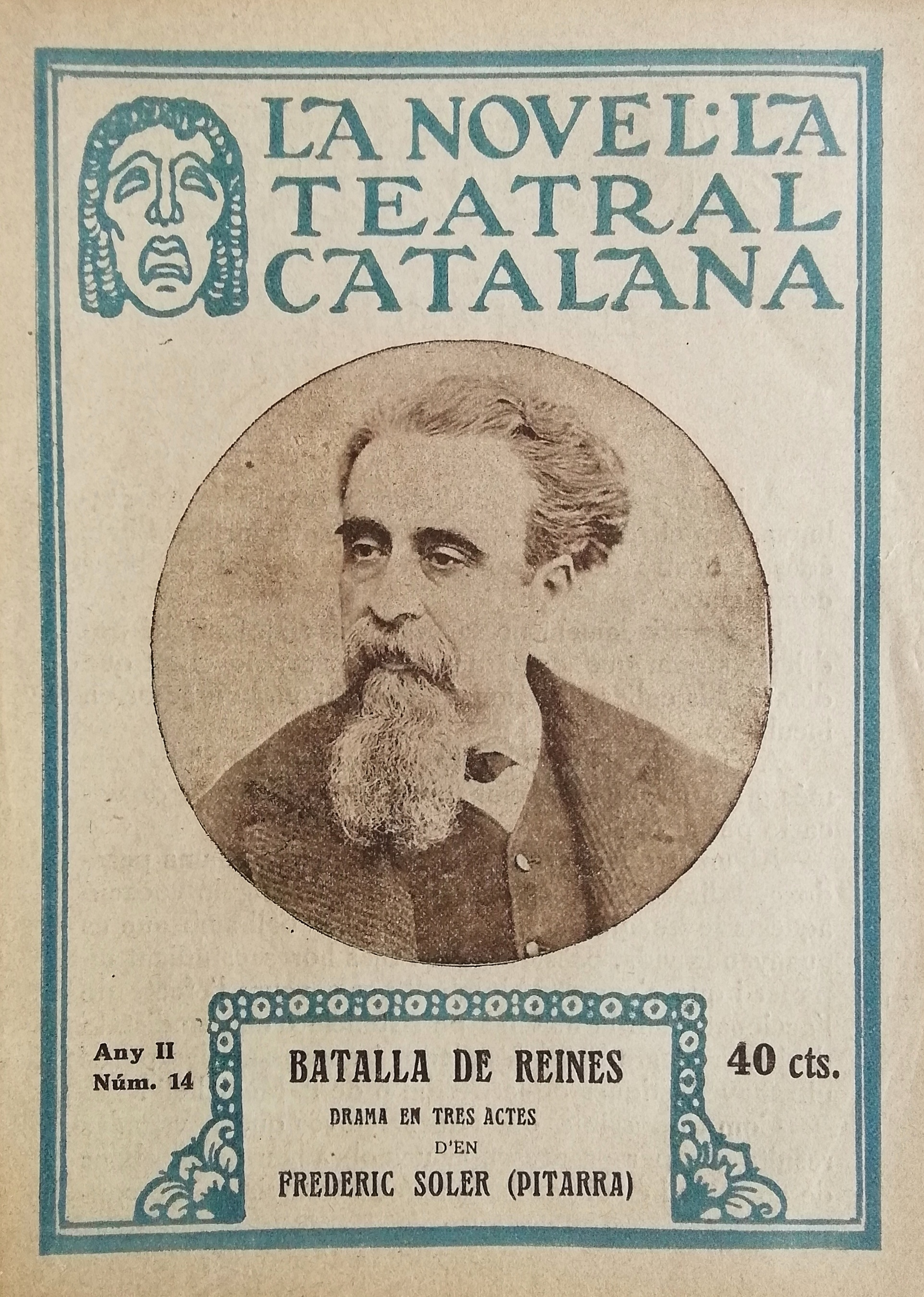
Exemplar publicat per la col·lecció La Novel·la Teatral Catalana l'any 1919

- Nobles, guerrers, soldats, patges, poble, arquers ...